# Dobromir cel Tânăr din Târgoviște
Dobromir cel Tânăr (n. ? − d. ?) a fost un pictor de biserici din secolul al XVI-lea din Târgoviște . Este cunoscut în special pentru contribuțiile sale la realizarea frescelor de la mănăstirile Tismana și Snagov.